# Паоло Уртадо
Кристофер Паоло Сесар Уртадо Уертас (шп. Cristopher Paolo César Hurtado Huertas; 27. јул 1990) перуански је фудбалер и репрезентативац. 

## Каријера
Први тим за који је наступао била је Алијанса из Лиме, а дебитовао је дана 17. фебруара 2008. године. Знајући да не би имао много прилика да игра у Алијанси, одлучио је да оде на позајмицу у Хуан Аурич. После успешне сезоне, вратио се са позајмице и постао редован у првом тиму Алијансе, показао се као један од њихових најбољих играча.
Године 2012. потписао је уговор са португалском екипом Пасос Фереира и брзо доказао своју вредност, постао је стандардни првотимац. Кратко је током 2014. био на позајмици у уругвајском Пењаролу.
Дана 12. августа 2015. Уртадо је потписао трогодишњи уговор са Редингом који је члан енглеског Чемпионшипа. Након што се није изборио да редовно игра у Енглеској, Уртадо је од 28. јануара 2016. године до 30. јуна 2016. потписао уговор о позајмици са Виторијом Гимараис. Дана 20. јула 2017. године, челници Рединга су потврдили да се Уртадо вратио у Виторију и да је званично постао фудбалер португалске екипе.

## Репрезентација
За перуанску репрезентацију је дебитовао 2011. године. Учествовао је на Копа Америци 2015. године, а Перу је освојио треће место. Године 2018. био је део репрезентације која је наступала на Светском првенству у Русији.

### Голови за репрезентацију
| #  | Датум               | Место          | Противник         | Гол | Резултат | Такмичење                                |
| -- | ------------------- | -------------- | ----------------- | --- | -------- | ---------------------------------------- |
| 1. | 26. март 2013.      | Лима           | Тринидад и Тобаго | 2:0 | 3:0      | Пријатељска                              |
| 2. | 10. септембар 2013. | Пуерто ла Крус | Венецуела         | 1.0 | 2:3      | Квалификације за Светско првенство 2014. |
| 3. | 5. септембар 2017.  | Кито           | Еквадор           | 2:0 | 2:1      | Квалификације за Светско првенство 2018. |

## Статистика каријере

### Репрезентативна
Статистика до 26. јуна 2018.
| Тим    | Год.   | Наступи | Голови |
| ------ | ------ | ------- | ------ |
| Перу   |        |         |        |
| 2011   | 2      | 0       |        |
| 2012   | 2      | 0       |        |
| 2013   | 7      | 2       |        |
| 2014   | 3      | 0       |        |
| 2015   | 11     | 0       |        |
| 2016   | 0      | 0       |        |
| 2017   | 4      | 1       |        |
| 2018   | 5      | 0       |        |
| Укупно | Укупно | 34      | 3      |